# استخراج مس

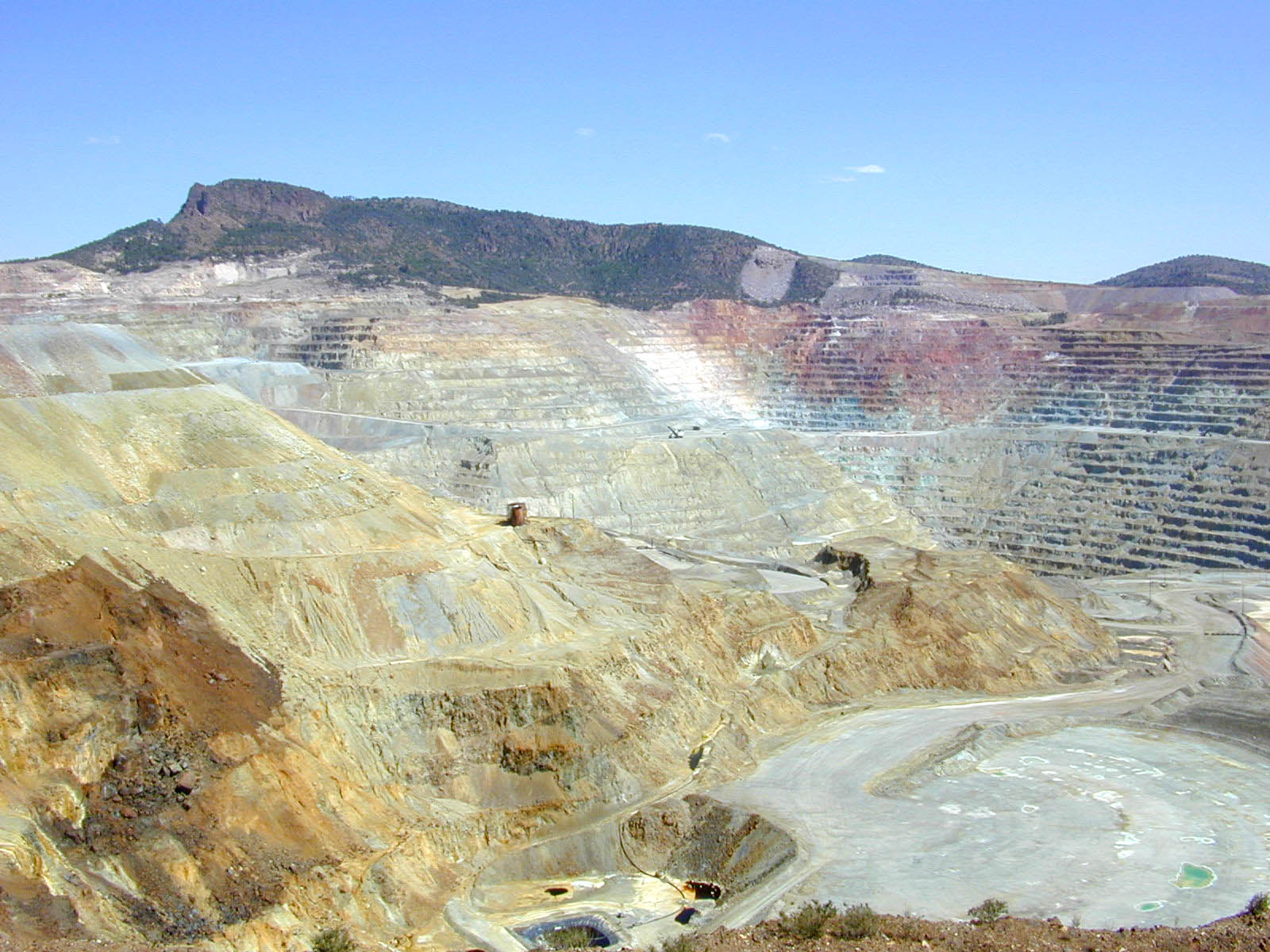
گودال معدن مس Chino در ایالت نیومکزیکو.

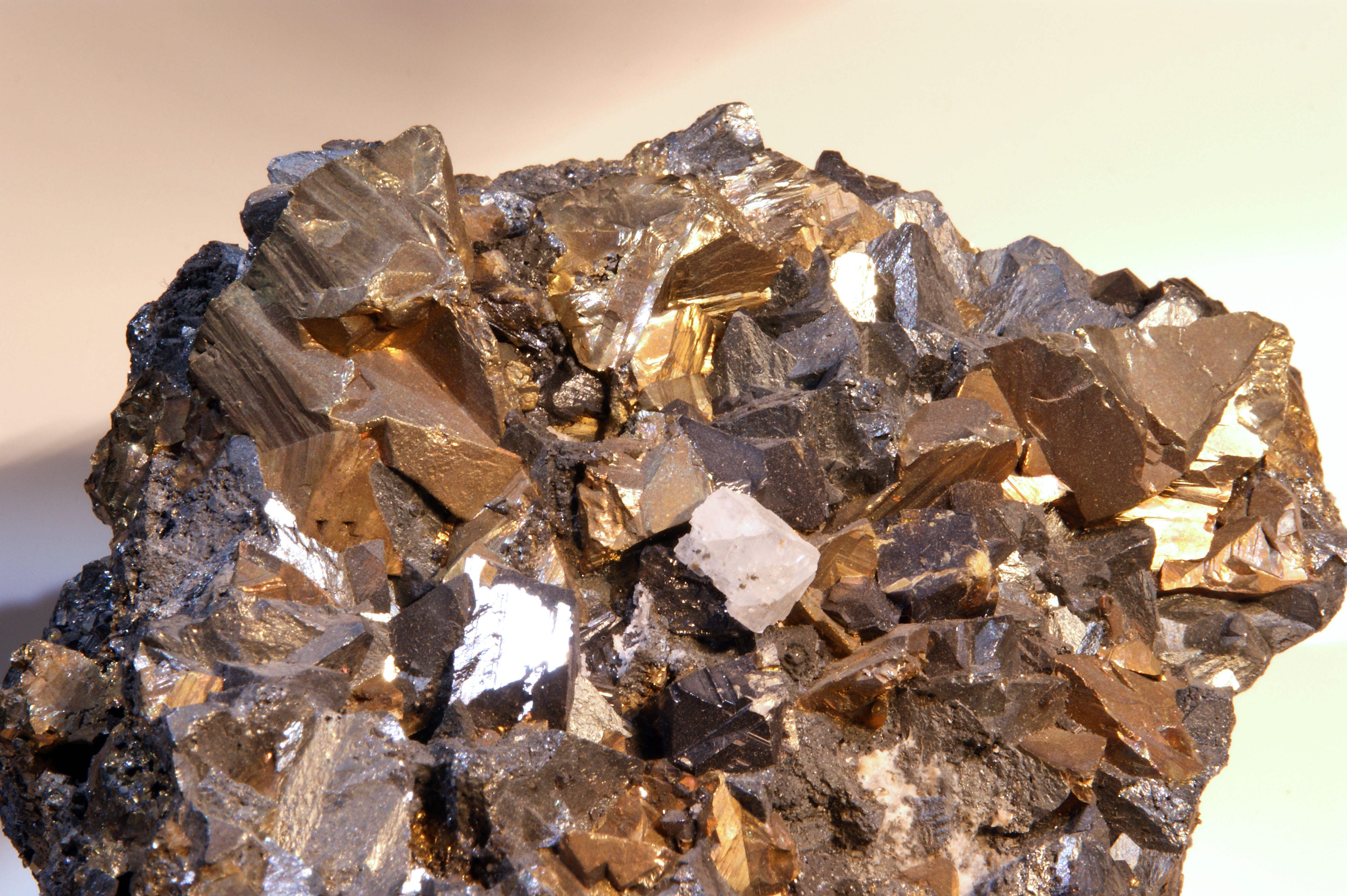
نمونه کالکوپیریت از معدن Huaron در پرو

استخراج مس به روش‌هایی گفته می‌شود که برای به‌دست آوردن مس از سنگ معدن به‌کار برده می‌شود.استخراج مرحله ای مقدم بر مراحل پردازش مواد است که در بدست آوردن کاتد های مس با خلوص بالا به اوج خود میرسد. تبدیل مس از یک‌توالی  روش‌های پردازش به ماهیت کانسنگ بستگی دارد. اگر کانسنگ در درجه اول مواد معدنی مس سولفید (مانند کالکوپیریت) باشد، کانسنگ سنگ‌شکن می‌شود و برای آزاد کردن مواد معدنی باارزش از مواد معدنی زباله، خرد می‌شود. سپس با استفاده از شناورهای معدنی غلیظ می‌شود. کنسانتره معمولاً سپس به کارخانجات ذوب‌ در دوردست فروخته می‌شود، اگرچه برخی از معادن بزرگ دارای کارخانه‌های ذوب در نزدیکی هستند. کنسانتره سولفید به‌طور معمول در کوره‌هایی مانند کوره فلش Outokumpo یا Inco یا کوره ISASMELT برای تولید مس مات (پرداخت نشده) ذوب می‌شود، که برای تولید مس آند باید تبدیل و پالایش شود. سرانجام، فرایند پایانی پالایش برق‌کافت است. به دلایل اقتصادی و زیست‌محیطی، بسیاری از فراورده‌های جانبی استخراج بازپرداخت می شوند. به عنوان مثال، گاز گوگرد دی‌اکسید به‌دام افتاده و به اسید سولفوریک تبدیل می‌شود که می‌تواند در فرایند استخراج استفاده شود یا برای تولید کود به‌کار گرفته ‌شود...

### معادن مس
معادن مس در دنیا به دو صورت معدن روباز و  معدن زیرزمینی وجود دارد که امروز  %50 مس دنیا از معادن روباز استخراج می گردد.
با توجه به ذخایر موجود مهم ترین معادن مس دنیا در مکزیک و کانادا، شیلی، برزیل، پرو، ایران، قزاقستان، سیبری، ازبکستان، اندونزی، ژاپن، زئیر، زامبیا، کوئینزلند، اوگاندا، باگین وین، یوگسلاوی، اسپانیا و نروژ واقع شده است. در میان تمامی معادن ذکر شده، معدن کودلکو شیلی با در اختیار داشتن 18 درصد از ذخایر مس جهان، بالاترین سهم را به خود اختصاص می دهد. این شرکت سالانه حجم قابل توجهی از مس را استخراج کرده و به صورت های مختلفی در اختیار مصرف کنندگان قرار می دهد.
در ایران مس در نقاط مختلفی از کشور وجود دارد، از مهمترین معادن مس در ایران مس سرچشمه کرمان است معدن مس سرچشمه یکی از بزرگترین معادن مس و مولیبدن جهان است که حدود 25 میلیون سال پیش در امتداد رشته کوه زاگرس تشکیل گردید ومیزان استخراج مس در این معدن روزانه 40 هزار تن سنگ سولفوره مس می باشد.

### انواعسنگ معدن مس
مس به سه صورت در طبیعت یافت می‌شود که عبارتند از : سنگ‌های اکسیده، سنگ‌های سولفوره و مس طبیعی.

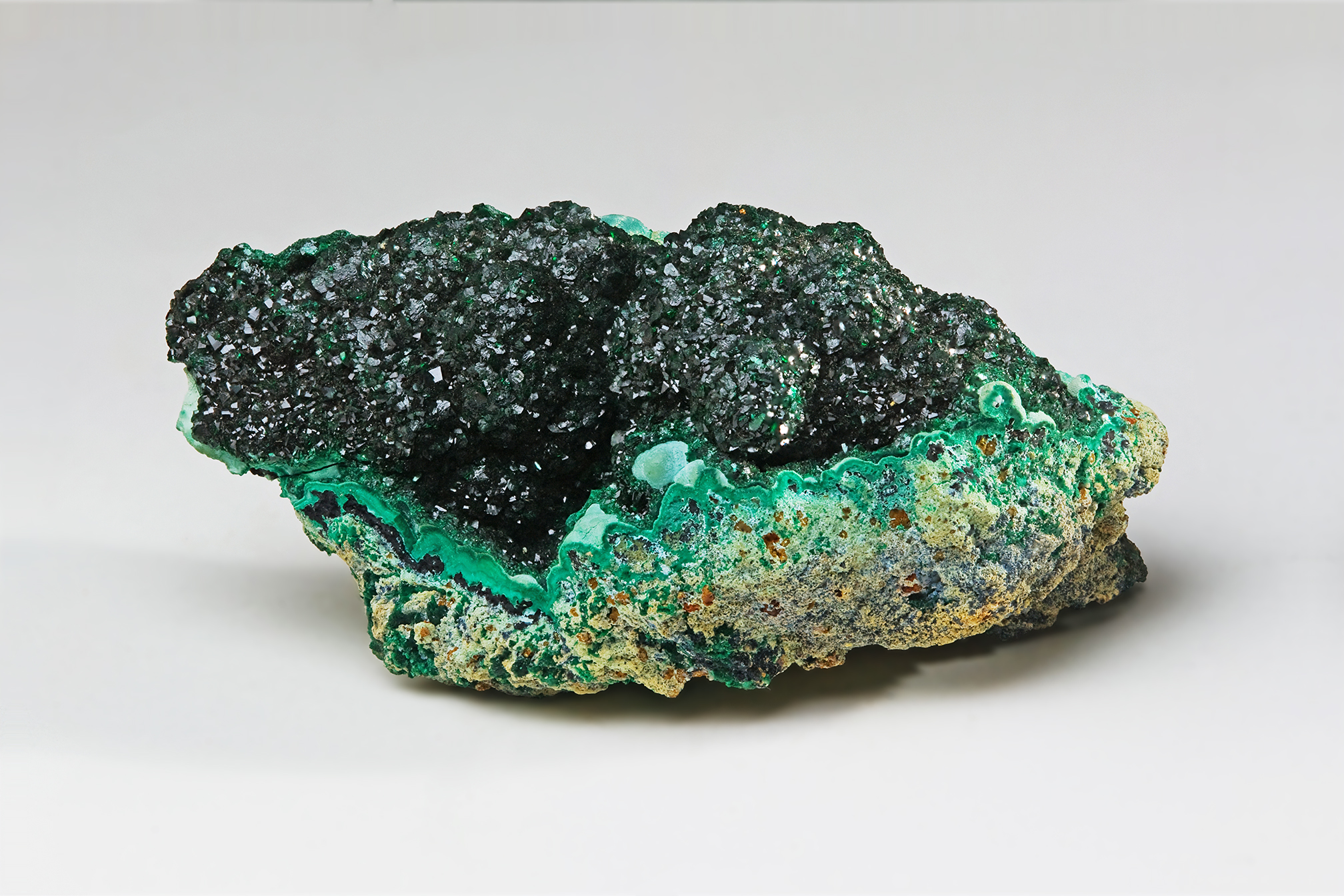
سنگ اکسیدی مس

#### سنگ های اکسیدی مس
این سنگ‌ها بیشتر در قشر زمین وجود دارند و تغییرات جوی و فعل و انفعالات طبیعی، باعث تبدیل سنگ‌های سولفوری به سنگ‌های اکسیده می‌شود. سنگ‌های اکسیدی مس بیشتر از کربنات‌ها، سولفات‌ها و گاه سیلیکات‌ها تشکیل شده‌اند.

#### سنگ های سولفوری مس
سنگ‌های سولفوری برخلاف سنگ‌های اکسیدی پایین‌تر و در عمق بیشتری از قشر زمین قرار دارند. قسمت بیشتر سنگ‌های معدنی مس را سنگ‌های سولفوری تشکیل می‌دهند.

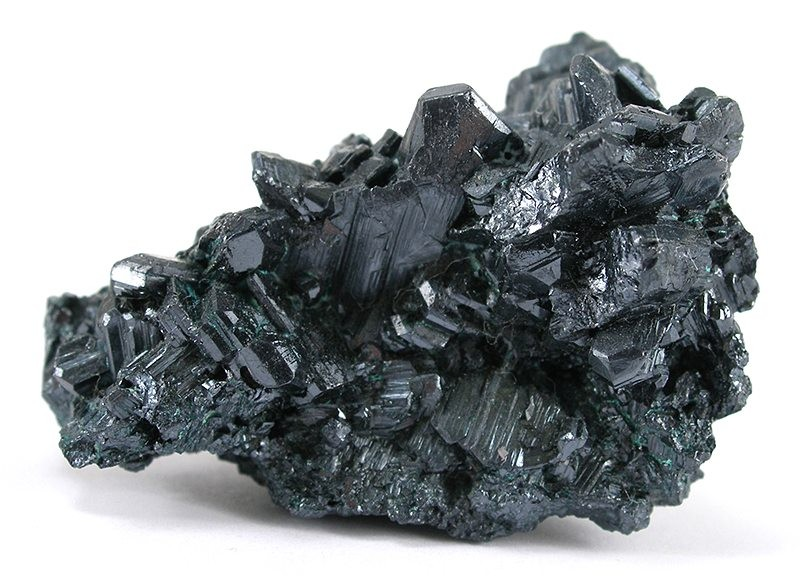
سنگ های سولفوری مس

#### مس طبیعی
مس گاهی به صورت آزاد در طبیعت یافت می‌شود. اغلب این مس به‌صورت دانه‌های ریز در داخل کنگلومرا یافت می‌شود. چنین مسی حتی تا درجه خلوص 99.92 درصد هم یافت شده است. 

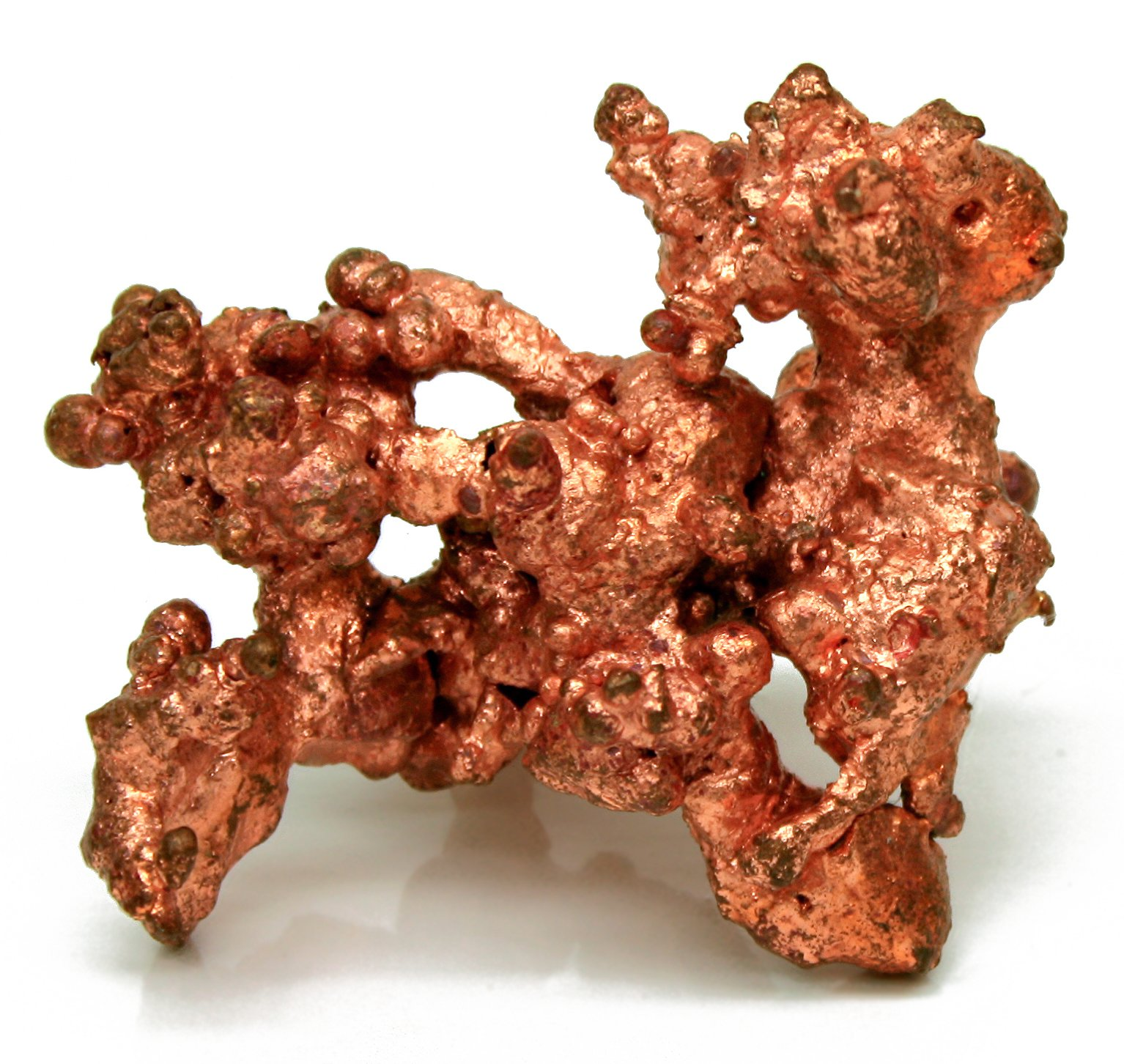
مس طبیعی

### استخراج فلز مس
استخراج فلز مس در سال های اخیر با استفاده از پیشرفته ترین دستگاه های روز دنیا صورت گرفته است و به سبب همین امر محصول به دست آمده دارای کیفیت بالایی است.
روش استخراج فلز مس با توجه به نوع کانی این محصول متفاوت می باشد. به‌طور کلی می توان اشاره نمود که 80 درصد تولید معدنی مس از کانی های سولفیدی  انجام می پذیرد. این نوع از کانی ها به راحتی در محلول های آبی حل نخواهند شد و همین امر سبب شده تا این نوع از کانی های مس را به صورت پیرومتالورژی مورد استخراج قرار دهد. کانی های سولفیدی مس-گوگرد همچون کالکوزیت به هر دو روش پیرومتالورژی و هیدرومتالورژی و کانی های اکسیدی آن نیز تنها به روش هیدرومتالورژی مورد استحصال قرار خواهند گرفت.
استخراج مس ازسنگ معدن دو روش اصلی دارد:
1. پیرومتالورژی(متالورژی حرارتی)
2. هیدرومتالورژی (متالورژی آبی)

استخراج به روش پیرومتالورژی شامل مراحلی اعم از سنگ شکنی و آسیاب کردن، تغلیظ، استحصال مس به وسیله ذوب و تصفیه به صورت حرارتی و الکتریکی می باشد.
استخراج به روش هیدرومتالورژی نیز شامل مراحل مختلف همچون سنگ شکنی، لیچینگ، استخراج حلالی، عملیات رسوبی و الکترووینینگ می باشد. استفاده از هریک از روش های هیدرومتالورژی و پیرومتالورژی موجب تولید مس کاتد می گردد که از آن می توان در موارد متعددی بهره مند گردید.

#### روش پیرومتالوژی
در این روش از کانه سولفیدی استفاده می‌شود. پس از طی مراحل عملیات استخراج (حفاری- انفجار- بار گیری – باربری)سنگ معدن وارد سنگ شکن اولیه(سنگ شکن فکی)شده. بعد از خرد شدن وارد سنگ شکن ثانویه شده و به ابعادی در حدود 12 میلی متر در آمده و در نهایت وارد آسیای گلوله ای شده و بامواد شیمیایی وشیر آهک ترکیب شده وبه صورت دوغاب در آمده و اندازه دانه ها در این مرحله به 74 میکرون می رسد. سپس دوغاب حاصله وارد قسمت سوم پر عیار کردن یعنی فلوتاسیون میشود  و کنستانتره مس ومولیبدن به دست می آید. پس جدا سازی مولیبدن کنستانتره مس وارد قسمت صافی شده  و به شکل خمیر  در می آید. سپس وارد کوره های خشک کن شده ورطوبت آن گرفته شده را درکوره ها ذوب می‌کنند. حاصل این کوره ترکیبی از مس و سایر مواد ناخالصی نظیرگوگرد،آهن،طلا و ... می‌باشد که تقریباً حاوی 45 درصد مس می‌باشد و آن را مات مس می‌نامند.
مات مس را در کوره های مبدل یا کنورتر ریخته و با عبور هوا و اکسیژن از آن, ناخالصی ها و به خصوص آهن و گوگرد را اکسیده می‌کنند و به سرباره انتقال می‌دهند. این مس نیز ناخالص است و به دلیل وجود عناصر مختلف و مواد غیر فلزی و تخلخل بیش از اندازه آن را مس بلیستر یا مس جوشدار و یا مس خام می‌نامند.
مس خام در این مرحله بیش از 3/99 درصد مس دارد وسپس توسط پاتیل هایی وارد کوره های آند شده و در این کوره ها با تزریق گاز پروپان ناخالصی های موجود مجدداٌ سوخته و خارج می شود. درجه خلوص آن تاعیار 7/99درصد نیز می‌رسد. سپس خروجی کوره آند به چرخ ریخته گری وارد می شود. مذاب مس خام به صورت صفحاتی بزرگ ریخته و آنها را به عنوان آند در الکترولیز مس به کار می‌برند. کاتد را که از صفحات مس بسیار خالص تشکیل یافته را به همراه آند(مس خام) در محلول الکترولیت اسید سولفوریک و سولفات مس است وارد می کنند.
پس از عبور جریان معین و حساب شده، مس به صورت یک یون دو ظرفیتی از آند جدا شده و بر روی کاتد می‌نشیند. عناصر و فلزات ناخالص در محلول الکترولیت حل نمی‌شوند و از این رو در کف کوره الکترولیز به صورت لجن رسوب می‌کنند.
کاتدها را که حاوی مس الکترولیز شده می‌باشند و معمولاً در مرحله اول الکترولیز حدود 9/99 درصد مس دارند، ذوب کرده و در شکل و اندازه های معین و بر اساس برنامه تنظیمی‌می‌ریزند. پس از آنکه آند در عملیات الکترولیز تصفیه شد و به کاتد پیوست، اکنون کاتد به عنوان مس خالص آماده ورود به عرصه صنعت و بازار کار می‌باشد که در این موقع ممکن است کاتد از روشهای نورد به فرمهای متنوع شکل گیرد و از طریق کشش به شکل سیم در مصارف برقی ویا به صورت لوله در مصارف برودتی به کار گرفته شود. بخش دیگری از کاتد راهی کارخانه های آلیاژ سازی شده ودر تولید آلیاژهای مس به کار گرفته می‌شود.  

#### روش هیدرومتالوژی
روش هیدرومتالورژی نیز روشی است که با انحلال مس در محلول های آبی، استحصال را انجام می دهد و به سبب همین امر به منظور بهره گیری از این روش به سرمایه کمتری نیاز خواهد بود. به سبب محلول بودن مواد، حمل و نقل آن ها بسیار آسان تر نیز خواهد بود. همچنین می توان اشاره نمودکه در مقایسه با روش پیرومتالورژی، میزان مصرف انرژی و آلایندگی محیط زیست این روش نیز بسیار کمتر می باشد. در این روش محدودیتی از نظر مقدار تولید وجود نخواهد داشت و حتی در کارخانه های کوچک و واحدهای کارگاهی نیز می توان از آن بهره مند گردید.
در این روش از کانه اکسیدی، سولفیدی کم عیار یا کنسانتره سولفیدی تسویه شده برای استخراج مس استفاده می‌شود. همان‌طور که در بخش اول گفته شد سنگ های اکسیدی کم عیار که استخراج مس از آن به روش پیرومتالورژی مقرون به صرفه نیست پس از بررسی های انجام گرفته روش هیدرومتالورژی(انحلال سنگ اکسید در اسید سولفوریک)و استخراج مس از محلول توسط حلال و الکترو وینینگ از سایر روشها انتخاب شد.
که طی مراحل زیر مس خالص بدست می آید:
بعد از بستر سازی یک منطقه شیب دار و مناسب جهت کارتوسط ماشین  آلات سنگین و کشیدن یک پلاستیک پلی اتیلن وقرار دادن یک لوله پلی اتیلن جهت خروج محلول حاصل خاک های اکسیدی را روی ان پخش می کنند وبا ریختن اسید سولفوریک بر روی خاک اکسیدی محلولی به صورت  CuSo4_ FeSo4  وارد لوله پلی اتیلن شده  وبه حوضچه انحلال می ریزد.
استخراج الکترولیتی مس (الکترووینینگ) :
در این مرحله مس فلزی از محلول غلیظ مس (از استخراج حلالی یا لیچینگ با اسید غلیظ) را با استفاده از یک روش الکتروشیمیایی استخراج می‌کنند. این روش هم همانند روش تصفیه الکترولیتی در روش پیرومتالورژی می‌باشد، با این تفاوت که در آنجا آند استفاده شده از جنس مس بود، ولی در اینجا از جنس سرب می‌باشد و ولتاژ سلول الکتروشیمی‌2 تا 5/2 ولت می‌باشد.در طی واکنش انجام شده در سلول الکتروشیمی ‌یون مس داخل محلول بر روی آند سربی رسوب می‌دهد:
 Cu2+ + 2e- --> Cu
بعد از مدتی مس رسوب داده شده بر روی آند سربی را با کاردک جدا می‌کنند و حال مس فلزی با درجه خلوص بسیار بالا آماده است.
الکترولیز مس:
مس آندی حاصل از مرحله قبل به صورت قطعاتی (معمولاً 40 عدد) به عنوان آند و همان تعداد قطعه دیگر به عنوان کاتد در یک وان الکترولیز قرار می‌گیرند.
کاتد مورد استفاده از جنس مس خالص می‌باشد. حال آندها به یک قطب و کاتدها به قطب دیگر متصل می‌شوند. ولتاژی در حدود 3-0.2 ولت  به دو سر آندها و کاتدها اعمال می‌شود. آندها به تدریج خورده می‌شوند و به صورت یون +Cu2 در می‌آیند، یون ها وارد الکترولیت می‌شوند و روی سطح کاتد احیا می‌شوند.
طی این فرایند مس تصفیه می‌شود و عیار آن به 99/99% افزایش می‌یابد. در طی فرایند الکترولیتی فوق واکنشهای زیر اتفاق می‌افتد:
- بر روی آند: مس آندی با دادن دو الکترون به یون مس تبدیل می‌شود:

Cu-a --> Cu2+ + 2e
- بر روی کاتد: یون با گرفتن دو الکترون به صورت مس کاتدی روی کاتد رسوب می‌دهد:

Cu2+ + 2e- --> Cuc
به این ترتیب واکنش زیر انجام می‌شود: Cua --> Cuc
و در نهایت به صورتهای مختلف جهت مصارف خاص تولید و به بازار عرضه می شود.